# Maurizio Pollini
Pour les articles homonymes, voir Pollini (homonymie).
Répertoire
- L. van Beethoven
- J. Brahms
- F. Chopin
- W. A. Mozart
- F. Schubert
- R. Schumann

Maurizio Pollini est un pianiste italien né le 5 janvier 1942 à Milan et mort le 23 mars 2024 dans la même ville.
Lauréat du sixième Concours international de piano Frédéric Chopin en 1960, il est considéré, avec Arturo Benedetti Michelangeli, comme l'un des pianistes les plus importants d'Italie. Son vaste répertoire comprenait, outre des compositions classiques et romantiques, de nombreuses œuvres de musique contemporaine, dont un enregistrement intégral de l'œuvre pour piano d'Arnold Schönberg.
Il est connu pour ses interprétations de Beethoven, Chopin, Debussy, et de la Seconde école de Vienne, entre autres. Il défend les œuvres de compositeurs contemporains, dont Pierre Boulez, Karlheinz Stockhausen, George Benjamin, Roberto Carnevale (it), Gianluca Cascioli et Bruno Maderna. Plusieurs compositions ont été écrites pour lui, notamment … sofferte onde serene … de Luigi Nono, Masse : omaggio a Edgard Varèse de Giacomo Manzoni et la Cinquième Sonate de Salvatore Sciarrino. En tant que chef d'orchestre, il a joué un rôle déterminant dans la renaissance de Rossini au festival d'opéra Rossini de Pesaro, dirigeant La donna del lago à partir d'une nouvelle édition critique en 1981. Il a également dirigé depuis le clavier.
Pollini était également un militant de gauche dans les années 1960 et 1970, et il est resté engagé politiquement plus tard dans sa vie. Il a maintenu une certaine séparation entre ces idéaux et sa musique.

## Biographie

### Jeunesse et études
Fils de l'architecte rationaliste et violoniste Gino Pollini, Maurizio Pollini étudie le piano sous la direction de Carlo Lonati. À la mort de ce dernier, Maurizio Pollini, âgé de treize ans, continue ses études sous la direction de Carlo Vidusso (en), avec lequel il travaille jusqu'à ses dix-huit ans. Par la suite, Maurizio Pollini étudie la direction d'orchestre et la composition au conservatoire de Milan.

### Carrière

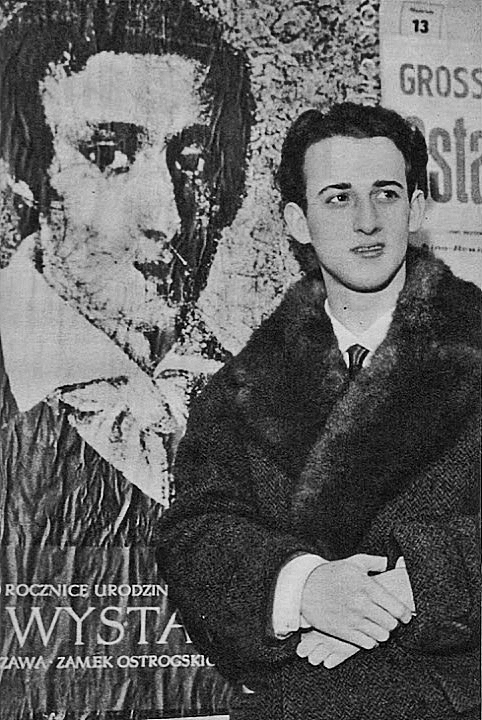
Maurizio Pollini à Varsovie en 1960.

Il remporte à Seregno en 1959 le concours international Ettore-Pozzoli et l'année suivante le premier prix du concours international de piano Frédéric-Chopin à Varsovie. Arthur Rubinstein, membre du jury, dit à son sujet : « Il joue mieux qu’aucun d’entre nous ». Il enregistre la même année le premier concerto pour piano de Chopin avec Paul Kletzki et le Philharmonia. Il se retire ensuite quelque temps de la scène pour parfaire son jeu et agrandir son répertoire, suivant les cours d'Arturo Benedetti Michelangeli.  
Il fait ses débuts aux États-Unis en 1969 et sa première tournée au Japon en 1974. Du milieu des années 1960 à sa mort, il donne des récitals et se produit avec les grands orchestres internationaux comme l'Orchestre philharmonique de Vienne, l'Orchestre philharmonique de Berlin, avec lesquels il signe de nombreux enregistrements chez Deutsche Grammophon, notamment les concertos no 3, 4 et 5 de Beethoven. En 1985, à l'occasion du tricentenaire de Jean-Sébastien Bach, il interprète l'intégralité du premier livre du Clavier bien tempéré. 
Il lui est arrivé de diriger des orchestres : il a ainsi enregistré une intégrale discographique de La donna del lago de Rossini à la suite des représentations données au festival de Pesaro en 1984. 
En 1987, il choisit l'intégrale des concertos pour piano de Beethoven qu'il donne à New York en compagnie de Claudio Abbado. À cette occasion, il reçoit l'anneau d'honneur de l'Orchestre philharmonique de Vienne. L'héritage beethovénien s'exporte à Berlin, ville dans laquelle Pollini ressuscite les sonates du maître, puis à Munich, New York, Milan, Paris, Londres et Vienne.

### Mort
Maurizio Pollini meurt le 23 mars 2024 à Milan, à l'âge de 82 ans,.

### Vie privée
Maurizio Pollini est le père du chef d'orchestre et pianiste Daniele Pollini (it).

## Discographie

### Piano
Sauf exceptions mentionnées entre parenthèses, tous ces enregistrements ont été publiés par le label Deutsche Grammophon.

#### Bach
- Le Clavier bien tempéré, livre I – 2009

#### Bartók
- Concertos pour piano nº 1 & 2 - Claudio Abbado, Chicago Symphony Orchestra – 1979

#### Beethoven
- Concertos pour piano nº 1 & 2 - Eugen Jochum, Wiener Philharmoniker – 1982
- Concertos pour piano nº 3, 4, 5 - Karl Böhm, Wiener Philharmoniker – 1976/1977
- Concertos pour piano nº 1 à 5 - Claudio Abbado, Berliner Philharmoniker – 1992
- Concerto pour piano nº 3 - Herbert von Karajan, Berliner Philharmoniker – enr. en public à Berlin, 27.XII.1980 (Exclusive EX92T41)
- Concerto pour piano nº 5 - Massimo Pradella, Orchestra sinfonica di Roma della RAI – enr. en public à Rome, 17.III.1959 (Archipel)
- Fantaisie chorale op. 80 - Claudio Abbado, Wiener Philharmoniker – 1986
- Sonates pour piano nº 1 à 32 – 1977-2014
- Sonates pour piano nº 26, 29, 31 – enr. en public à Milan, Conservatoire Giuseppe Verdi, 28.X.1970 (Arkadia)
- Sonates pour piano nº 22, 23, 24, 27 + enregistrements en public à Vienne : Sonates nº 23 & 24 – 2002
- Sonates pour piano nº 30, 31, 32 – 2019
- Sonates pour piano nº 28, 29 – 2021/2022
- Variations Diabelli – 1999

#### Berg
- Sonate pour piano op. 1 – 1992

#### Boulez
- Sonate pour piano nº 2 – 1976

#### Brahms
- Concerto pour piano nº 1 - Karl Böhm, Wiener Philharmoniker – 1979
- Concerto pour piano nº 2 - Claudio Abbado, Wiener Philharmoniker – 1976
- Concerto pour piano nº 2 - Eugene Ormandy, Philadelphia Orchestra – enr. en public, Philadelphie, 6.XII.1971 (Arkadia)
- Concertos pour piano nº 1 & 2 - Claudio Abbado, Berliner Philharmoniker – 1998
- Concertos pour piano nº 1 & 2 - Christian Thielemann, Staatskapelle Dresden – enr. en public au Semperoper Dresden, 2011/2013
- Quintette pour piano et cordes op. 34 - Quartetto Italiano – 1980

#### Chopin
- Concerto pour piano nº 1, Nocturnes op. 15 & 27, Ballade nº 1, Polonaise nº 6 – Paul Kletzki, Philharmonia Orchestra – 1960/1968 (EMI)
- Concerto pour piano nº 1 - Paul Kletzki, Orchestre national de Paris – enr. en public à Paris, Théâtre des Champs-Élysées, 3.V.1960 (Archipel)
- Études op. 10 & 25 – 1960 (Testament)
- Études op. 10 & 25 – 1972
- 24 Préludes – 1975
- Polonaises nº 1 à 7 – 1976
- Sonates pour piano nº 2 & 3 – 1984
- Scherzi nº 1 à 4, Berceuse, Barcarolle – 1990
- Ballades nº 1 à 4, Fantaisie op. 49, Prélude op. 45 – 1999
- Nocturnes – 2005
- Sonate pour piano nº 2, Ballade nº 2, Mazurkas op. 33, Valses op. 34, Impromptu nº 2 – 2007
- 24 Préludes, Nocturnes op. 27, Mazurkas op. 30, Scherzo nº 2 – 2012
- ‘’Late Works’’ : Barcarolle, Mazurkas op. 59, 63, 68/4, Polonaise-Fantaisie op. 61, Nocturnes op. 62, Valses op. 64 – 2015-2016
- Sonate pour piano nº 3, Nocturnes op. 55, Mazurkas op. 56, Berceuse – 2018

#### Debussy
- 12 Études – 1992
- Préludes (livre I), L’Isle joyeuse – 1998
- Préludes (livre II), En blanc et noir - avec Daniele Pollini – 2018

#### Liszt
- Sonate en si mineur, Nuages gris, La lugubre gondola I, Unstern!-Sinistre, R.W.-Venezia – 1995

#### Manzoni
- Masse « Omaggio a Edgard Varèse » - Giuseppe Sinopoli, Berliner Philharmoniker – 1980

#### Mozart
- Concertos pour piano nº 19 & 23 - Karl Böhm, Wiener Philharmoniker – 1976
- Concerto pour piano nº 19 - Karl Böhm, Wiener Philharmoniker – enr. en public à Salzbourg, Kleines Festspielhaus, 30.VIII.1980 (Orfeo)
- Concertos pour piano nº 12, 14, 20 - Wiener Philharmoniker – enr. en public à Vienne, Konzerthaus, 15.XI.1981 (Andante historical recordings)
- Concertos pour piano nº 19 & 24 - English Chamber Orchestra – enr. en public à Londres, 29.IV.1982 (Exclusive EX92T25/36)
- Concertos pour piano nº 17 & 21 - Wiener Philharmoniker – enr. en public à Vienne, Musikverein, V.2005
- Concertos pour piano nº 12 & 24 - Wiener Philharmoniker – enr. en public à Vienne, Musikverein, VI.2007
- Fantaisie K. 475, Sonates pour piano K. 457 & 576, Adagio K. 540 – enr. en public à Londres, 1979 (Exclusive EX92T16)

#### Nono
- Como una ola de fuerza y luz, pour soprano, piano, orchestre et bande magnétique - Claudio Abbado, Symphonieorchester des Bayerischen Rundfunks, Slavka Taskova (soprano) – 1973
- …sofferte onde serene…, pour piano et bande magnétique – 1977

#### Prokofiev
- Sonate pour piano nº 7 – enr. en public à Milan, X.1958 (Archipel)
- Sonate pour piano nº 7 – 1972

#### Schoenberg
- Œuvres pour piano op. 11, 19, 23, 35 – 1975
- Concerto pour piano op. 42 - Claudio Abbado, Berliner Philharmoniker – 1990

#### Schubert
- Winterreise - Dietrich Fischer-Dieskau – enr. en public à Salzbourg, Kleines Festspielhaus, 23.VIII.1978 (Orfeo)
- Sonate pour piano D. 845, Fantaisie "Wanderer" D. 760 – 1973
- Sonates pour piano D. 958, 959, 960, Allegretto D. 915, Klavierstücke D. 946 – 1983-1987
- Sonate pour piano D. 894, Fantaisie pour piano à 4 mains D. 940 - avec Daniele Pollini – enr. 2022, publ. 2024

#### Schumann
- Sonate pour piano op. 11, Fantaisie op. 17 – 1972
- Études symphoniques, Arabesque – 1983
- Concerto pour piano - Herbert von Karajan, Wiener Philharmoniker – enr. en public à Salzbourg, 15.VIII.1974 (Exclusive EX92T17)
- Concerto pour piano - Claudio Abbado, Berliner Philharmoniker – 1989
- Davidsbündlertänze, Concert sans orchestre – 2000
- Kreisleriana, Gesänge der Frühe, Allegro op. 8 – 2001

#### Stravinsky
- Concerto pour piano et instruments à vent - Ferruccio Scaglia, Orchestra sinfonica di Torino della RAI – enr. en public à Rome, 27.XI.1959 (Archipel)
- Trois Mouvements de Pétrouchka – 1972

#### Webern
- Variations op. 27 – 1976

### Direction d'orchestre
- Rossini : La donna del lago - Orchestre de chambre d'Europe, Chœur philharmonique de Prague, avec Katia Ricciarelli, Lucia Valentini-Terrani, Dano Raffanti, Dalmacio González, Samuel Ramey – 1984 (CBS)